# Warreella
Warreella – rodzaj roślin z rodziny storczykowatych (Orchidaceae). Obejmuje dwa gatunki występujące w Ameryce Południowej w Kolumbii i Wenezueli.

## Systematyka
Rodzaj sklasyfikowany do podplemienia Zygopetalinae w plemieniu Cymbidieae, podrodzina epidendronowe (Epidendroideae), rodzina storczykowate (Orchidaceae), rząd szparagowce (Asparagales) w obrębie roślin jednoliściennych.
Wykaz gatunków
- Warreella cyanea (Lindl.) Schltr.
- Warreella patula Garay